# هتل بووی
هتل د بووی، یک هتل قدیمی شهری است که در خیابان فرانسوا-مایرون، ناحیهٔ ۴، پاریس قرار گرفته‌است. تا سال ۱۸۶۵ خیابان فرانسوا مایرون بخشی از منطقهٔ تاریخی سنت آنتوین به حساب می‌آمد و به همین دلیل بخشی از مسیر تشریفاتی شرقی به سمت پاریس بود. این هتل در سال ۱۶۵۷ توسط معمار سلطنتی، آنتوان لوپاتره برای کاترین بووی ساخته شد. این ساختمان نمونه‌ای از معماری دوران باروک است.